# Sự cứu chuộc

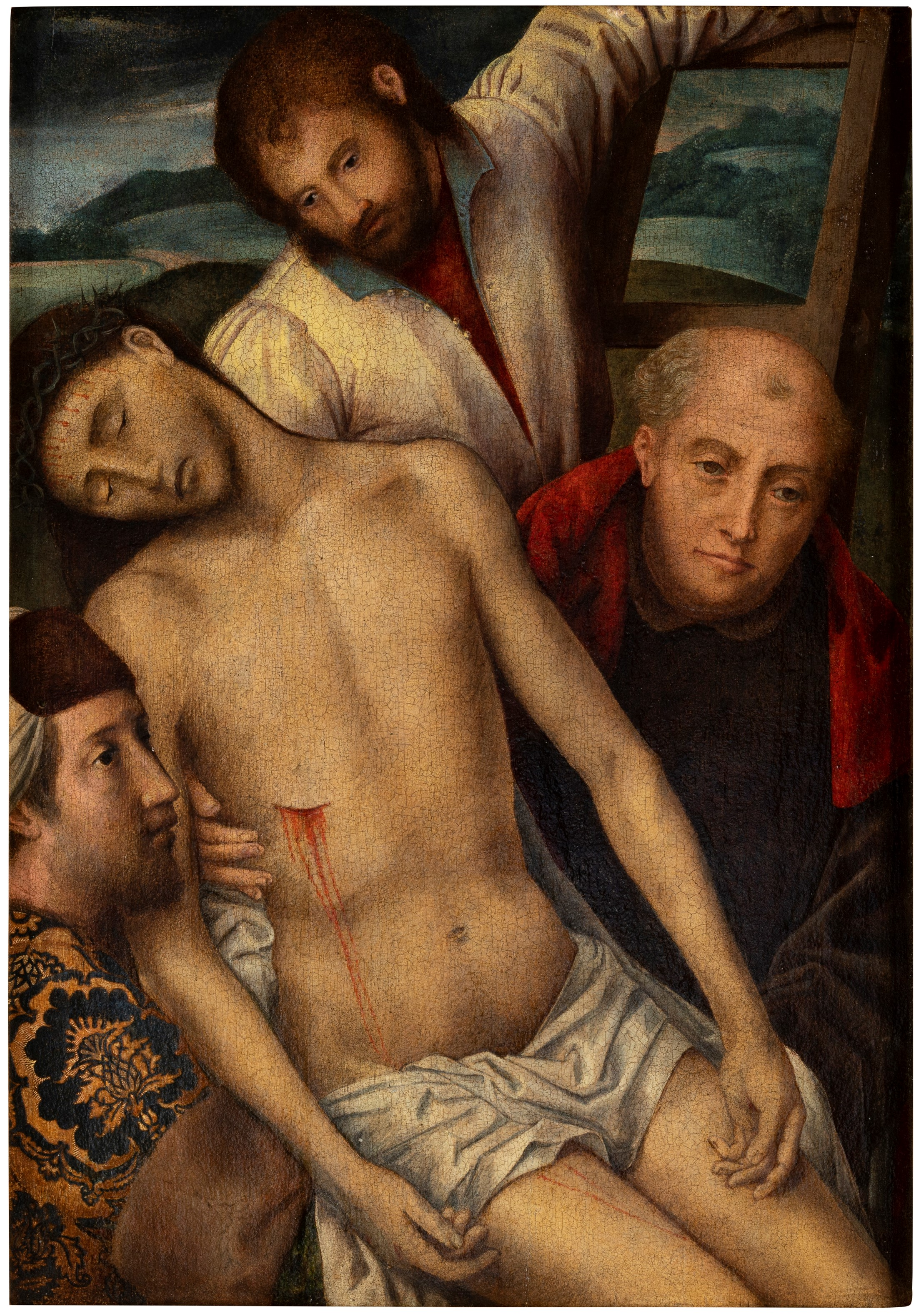
Hoạ phẩm của Hans Memling về sự hy sinh cứu chuộc của Chúa Jesus

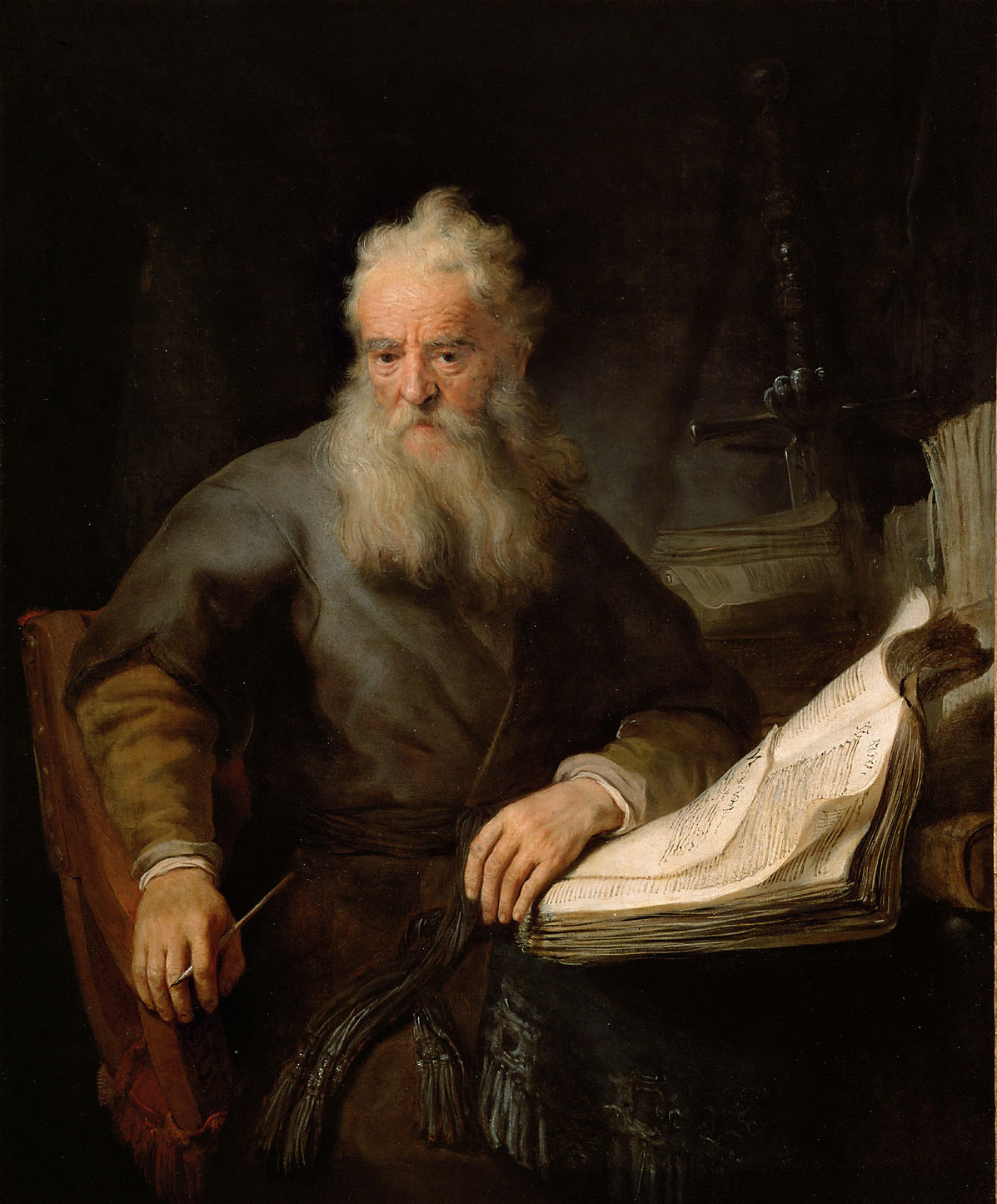
Sứ đồ Phao-Lô với những ghi chép về sự cứu chuộc

Sự cứu chuộc (redemption/ἀπολύτρωσις/apolutrosis) là một khái niệm trọng yếu trong nhiều tôn giáo, bao gồm Do Thái giáo, Cơ đốc giáo và Hồi giáo. Thuật ngữ cứu chuộc ngụ ý rằng một thứ gì đó đã được trả hoặc mua lại, giống như một nô lệ đã được trả tự do thông qua việc trả tiền chuộc. Trong thần học Cơ Đốc, sự cứu chuộc đề cập đến sự giải thoát Cơ đốc nhân khỏi tội lỗi theo quan điểm của Cơ đốc giáo về tội lỗi và hậu quả của nó. Những người theo đạo Cơ đốc tin rằng tất cả mọi người đều được sinh ra trong tình trạng tội lỗi và xa cách Chúa, và rằng sự cứu chuộc là một phần cần thiết của sự cứu rỗi để có được sự sống đời đời (Eternal life). Leon Morris nói rằng "Sứ đồ Phao-lô chủ yếu sử dụng khái niệm cứu chuộc để nói về ý nghĩa cứu rỗi của cái chết của Đấng Christ thông qua hình tượng sự đóng đinh của Chúa Giê-su". Trong Hồi giáo, sự cứu chuộc đạt được bằng cách trở thành một người Hồi giáo và không thực hiện hành động nào có thể tước bỏ (Kafir) sự đồng nhất của một người với Hồi giáo, có đức tin chân thành (Iman) và thực hành các việc đức hạnh. Những tội nhân Hồi giáo cần hướng về một Thiên Chúa nhân từ để sám hối trong Hồi giáo và làm những việc tốt khác, chẳng hạn như cầu nguyện (salah) và làm từ thiện để chuộc lỗi. Sự cứu chuộc cũng liên quan đến việc kiếm tầm sự tha thứ từ người đã bị người Hồi giáo đối xử sai trái và nhận được sự tha thứ của họ ngoài việc trực tiếp tìm kiếm sự tha thứ từ Thiên Chúa. Do quan điểm về sự cứu chuộc này, người Hồi giáo đã chỉ trích các quan điểm thay thế về sự cứu chuộc, đặc biệt là thần học Cơ đốc giáo về tội tổ tông.
Sự cứu chuộc là đề tài được nhắc lại nhiều lần và cũng là đề tài bị quên lãng nhiều nhất khi một cá nhân đã được nhận hưởng ơn cứu rỗi. Cứu chuộc còn có nghĩa là mua chuộc, đền tội theo Luật pháp. Từ ngữ cứu chuộc nghĩa là "mua chuộc" dược dùng khi đặt biệt nói đến việc mua sự tự do của một nô lệ, việc dùng cụm từ này vào sự chết của Đấng Cứu chuộc trên thập tự giá được bày tỏ tiết lộ, cách nói ẩn dụ về sự cứu chuộc được nhắc đến trong Galati 3:13 và 4:5. Liên quan đến khái niệm về sự cứu chuộc của Cơ Đốc Nhân đó là cụm từ tiền chuộc. Từ cứu chuộc được sử dụng trong kinh thánh một cách nổi bật liên quan đến việc giải phóng các con cái Y Sơ Ra Ên ra khỏi vòng nô lệ ở Ai Cập. Sau cuộc giải phóng đó, Môi Se nói với họ: "Vì Đức Giê-hô-va thương yêu các ngươi, ... nên [Ngài] nhờ tay mạnh rút các ngươi ra, chuộc khỏi nhà nô lệ, và cứu khỏi tay Pha Ra Ông, vua xứ Ê Díp Tô" (Phục Truyền Luật Lệ Ký 7:8). Thi Thiên cho biết: "Nhưng Đức Chúa Trời sẽ chuộc linh hồn tôi khỏi quyền âm phủ" (Thi Thiên 49:15). Chúa đã phán qua Ê Sai: "Ta đã xóa sự phạm tội ngươi như mây đậm, và tội lỗi ngươi như đám mây. Hãy trở lại cùng ta, vì ta đã chuộc ngươi" (Ê Sai 44:22). Sự cứu chuộc của Đức Chúa Trời không bắt nguồn từ những câu chuyện thần thoại hay những ý tưởng khai sáng, mà là trong được ghi lại trong lịch sử tuyển dân. Chủ tịch John Taylor cho rằng nhờ vào sự hy sinh của Đấng Cứu chuộc thì "món nợ đã được trả, sự cứu chuộc đã được thực hiện, giao ước đã được làm tròn, công lý đã được thỏa mãn, ý muốn của Thượng Đế đã được hoàn thành, và tất cả quyền năng được ban vào tay của Vị Nam Tử của Thượng Đế".